# Oxytropis kunashiriensis
Oxytropis kunashiriensis är en ärtväxtart som beskrevs av Siro Kitamura. Oxytropis kunashiriensis ingår i släktet klovedlar, och familjen ärtväxter. Inga underarter finns listade i Catalogue of Life.